# Боринка (Удмуртия)
Боринка — деревня в Маловоложикьинском сельском поселении Можгинского района Удмуртии.

## История
В 1964 г. Указом Президиума ВС РСФСР деревня Бакагурт переименована в Боринка.

## Население
| 2008 | 2010 | 2012 |
| ---- | ---- | ---- |
| 15   | →15  | ↘13  |